# 평양시 인민위원회
평양시 인민위원회(平壤市人民委員會)는 평양시의 행정을 총괄하는 지방행정기관이다.

## 역대 위원장, 부위원장

### 역대 위원장
- 강희원 1962년 10월 23일 ~

- 강성산 1973년 3월 ~

- 량만길(楊萬吉), 1998년 9월  ~  2006년 6월
- 방철갑, 2006년 6월 ~
- 박관오(朴寬伍), 2007년 4월 ~ 2010년 7월
- 량만길(楊萬吉), 2010년 7월 ~ 2012년 9월
- 차희림, 2012년 9월 ~